# Renault FR1
Le Renault FR1 est un autocar de tourisme haut de gamme créé par le constructeur français RVI entre 1983 et 1996. Son code VIN était : VF6SFR110. Il est l'ancêtre de l'Irisbus Iliade.

## Histoire
Pour bien comprendre les difficultés rencontrées lors de l'étude du projet du FR1, il n'est pas inutile de se replonger dans l'histoire passée des entreprises.

### Contexte historique
En 1967, la société Berliet est reprise par le groupe Michelin qui l'intègre à  Citroën, qui lui appartient. Citroën détient alors 97% du capital de Berliet. En octobre 1968, un accord passé entre les groupes Michelin et Fiat aboutit à la constitution de la holding PARDEVI SA - PARticipation et DÉveloppement Industriel qui détiendrait 55 % des actions de Citroën SA. A l’origine, il était convenu que Michelin en détiendrait 63 % et Fiat 37 %. Dans les faits, Fiat détiendrait donc 15 % de Citroën, ce qui semblait acceptable pour tous, y compris pour le gouvernement français, attentif aux fleurons de l’industrie française. 
Le 28 juillet 1970, la société PARDEVI SA est officiellement créée qui dispose de 55 % de Citroën SA mais la répartition du capital n’est plus la même : Michelin détient 51 % de PARDEVI et Fiat 49 %. Pour justifier de cette nouvelle répartition, il faut analyser l'évolution de la situation financière de Citroën depuis 2 ans. Citroën est embourbé dans des projets gourmands en capitaux : rachat de Maserati, création de la J-V Comotor et le développement de la SM. Chez Michelin, on commence à se lasser de cette filiale automobile très coûteuse et dont l’avenir ne peut passer que par une alliance avec un grand constructeur international. Sans moyens, comment relever ces défis alors que chez Fiat, son grand patron Gianni Agnelli n'a qu'un leitmotiv : croissance et internationalisation. En 1969, le géant turinois qui a racheté Lancia et 50 % de Ferrari se donne les moyens pour engager une offensive internationale. De plus, Michelin et Fiat partagent une culture commune : celle de l’entreprise industrielle et familiale qui facilite les discussions et les visions communes.
A l’annonce de cette répartition, les dents grincent et les esprits s'échauffent en France. Les représentants de l’Etat veulent garder plus qu'un œil attentif sur la situation chez Citroën mais avant tout ne veulent pas voir cette entreprise convoler dans des mains étrangères, italiennes de surcroit. De sérieuses dissensions montent entre français et italiens. Le gouvernement français redoute que les ambitions de Fiat, qui possédait Simca dont il avait du céder la majorité du capital, (contrainte imposée par le gouvernement français pour la reprise de Citroën) en vue de la reprise de Citroën et la conquête du marché français, ne soient pas forcément de préserver les spécificités de Citroën. Chez Citroën, on se verrait bien comme la filiale haut de gamme du constructeur italien aux côtés de Lancia.
Très agacé par les lenteurs de l'administration française et l'indécision quant à la délivrance des autorisations d'usage, au Salon de l'automobile de Turin en novembre 1972, Gianni Agnelli tient un discours qui glace le sang des français. Il y annonce, sur un ton ouvertement provocateur, son ambition de disposer des usines Citroën, de rationaliser la production des deux marques afin de réaliser d’importantes économies d’échelle. Les autorités françaises s’inquiètent. Lorsqu’en 1973 Michelin annonce son intention de vendre sa participation de 51 % dans Pardevi à son associé italien qui prendrait, de fait, le contrôle de Citroën et de Berliet avec 100 % de Pardevi, le gouvernement français oppose son véto.
Fiat est donc contraint de renoncer à ses ambitions sur Citroën et rétrocède ses 49 % de PARDEVI à Michelin, qui se retrouve sans partenaire industriel commercial et financier. Les coûts de développement de la technologie Wankel ont explosé, la SM trop gourmande en carburant se vend très mal. De plus, Maserati est un gouffre financier et la concurrence des constructeurs français Renault et Peugeot est plus forte que jamais. La DS est en fin de vie, et la nouvelle CX pas encore sur le marché. L’avenir est sombre, les finances sont exsangues, Michelin n'a ni les ressources suffisantes pour recapitaliser sa filiale ni la volonté de le faire.
En 1974, Citroën est déclaré en faillite. Le gouvernement va faire pression sur Peugeot pour racheter son concurrent, ce qui deviendra effectif en 1975, et c’en était fini de l’indépendance de Citroën. L’intégration au sein du nouveau groupe PSA ne se fera pas sans heurts, et le rachat de Chrysler Europe en 1978 viendra compliquer encore plus la donne. Mais « cocorico », l’honneur était sauf, et Citroën restait français. 
La partie poids lourds Berliet, dont Peugeot ne voulait surtout pas, a été dévolue de force à la Régie Renault, entreprise nationalisée qui n'a pu refuser. Berliet a été intégré dans Saviem pour former R.V.I. - Renault Véhicules Industriels en 1978 dont la division autobus sera revendue à Fiat Iveco en 1999 et les camions à Volvo Trucks en 2001. Mais là, personne n'a osé, ni pu, ni voulu, s'y opposer.
Berliet est donc repris par la Régie Renault qui, confrontée quatre ans plus tard à des difficultés commerciales et financières, regroupe Berliet et Saviem dans une holding Renault-Véhicules industriels (RVI), les marques Berliet et Saviem disparaissent en 1980. Les deux constructeurs ont travaillé séparément jusqu'en 1976, quant est constituée la SODIEVI - Société
de Développement des Industries du Véhicule Industriel, afin qu’il y ait la création d’une banque commune d’organes ainsi qu'une conception unique des nouveaux modèles.

## L'autocar FR1
En fin d'année 1976, les deux constructeurs Saviem et Berliet proposent chacun leur projet : 
- Saviem veut conserver la base de la série S 45 / S 53 / S 105 qui a connu un grand succès. Cependant l’E7 n’est pas au niveau dû à une carrosserie trop banale,
- Berliet veut se servir de son PR 14 et ses petits frères PR 10 et PR 12 qui ressemblent au Cruisair.

Les responsables de SODIEVI, conscients que la concurrence étrangère grappille d'énormes parts de marché en France, tire un signal d’alarme en lançant un vrai nouveau projet début 1977. Faute de structure commune, le projet du nouvel autocar est confié au centre automobile Renault de Nanterre. Fin 1977, le véhicule commence à prendre forme sur le papier. Il n’a rien de ressemblant avec un Setra, l'autocar de référence le plus copié de l'époque. Début 1978, le projet est figé. Entre 1981 et 1982, les premiers prototypes sont construits ainsi que les modèles de présérie. Le centre RVI de Villiers Saint Frédéric dans les Yvelines va tester leur comportement avant de procéder aux tests de fiabilité, d'endurance et mise au point en Afrique du Nord. Le FR1 devient alors le grand projet RVI. Le prototype comporte quelques différences par rapport au modèle de série : comme les phares empruntés à la Peugeot 604.
Renault doit présenter le véhicule en trois longueurs et deux hauteurs et une  surélevée. Dès 1982, des bruits font état qu’un FR1 de présérie roule mais rien n’est annoncé officiellement car l’usine d’Annonay doit être adaptée et équipée pour construire le FR1.
En juillet 1983, des photos sont publiées avant la présentation officielle qui aura lieu le 7 novembre 1983 au siège social de la RNUR - Régie Nationale des Usines
Renault à Boulogne Billancourt. L’intérieur est semblable à celui d’un avion long courrier avec des racks à bagages fermés. Tous les équipements indispensables au confort des passagers comme le chauffage et la climatisation sont présents, gérés par un automate. Le poste de conduite est composé de trois blocs modulaires avec un volant réglable en hauteur et en inclinaison. Les rétroviseurs sont commandés depuis le tableau de bord.
Le FR1 dispose d'une structure vraiment digne d’un grand autocar. Sa caisse est autoportante, technique issue de l’automobile. Elle est protégée de la corrosion par cataphorèse. Le FR1 utilise de nouveaux matériaux comme le plastique SMC moulé à chaud et les structures sandwich comprenant 2 feuilles d'aluminium enserrant des « nids d'abeilles » en carton bakélisé rigide.
La suspension du FR1 reprend celle de l’E7 qui avait donné satisfaction avec des roues avant indépendantes reliées à la caisse par une double triangulation type Mac Pherson et des ressorts hélicoïdaux. Les freins sont à disques ventilés. Le train arrière est issu du camion PX1141.
Le moteur est adapté pour gérer l’ensemble des fonctions du véhicule qui consomment toujours plus d'énergie. Renault veut utiliser son moteur MIDR 06.20.45.
Explication de la référence moteur :
- Man Injection Directe air d’admission Refroidit
- 06 = 6 Cylindres en ligne turbo compressé
- 20 = 120 mm. d’alésage
- 45 = 145 mm. de course

Ce type de moteur a fait ses preuves sur des camions entre 1981 et 1982. Aucun autocar n’a reçu cette motorisation de 285 ch DIN (210 kW) à 2 200 tr/min. Ce moteur ne sera en définitive pas retenu en raison de son manque de puissance pour les versions grand tourisme et surélevées. Renault va se tourner vers Mack qui dispose d'un moteur moins encombrant, le EE6.335. Ce moteur est un 6 cylindres (124 × 152 mm) suralimenté développant 340 ch DIN (250 kW) à 2 100 tr/min.
Finalement, le FR1 aura mobilisé 2 500 salariés et 200 millions de francs pour les modifications apportées à l'outil de production. L'objectif était de fabriquer 7 FR1 par jour en deux postes. Le bilan fait ressortir 400 000 heures d’études, 250 000 heures d’essais des prototypes et exemplaires de présérie, 6 000 heures de formation, ce qui porte l'investissement à 500 millions de francs, soit 7 622 4509 € (valeur 2015).

## La carrière du FR1
Dès le mois de novembre 1983, les premiers véhicules de démonstration (type SFR110) sont confiés aux principaux clients. Une visite de l'usine d'Annonay, où est fabriqué l'autocar, est organisée pour 3.000 d’entre eux. Le travail du service commercial s’annonce compliqué dans un pays où les autocaristes achètent des autocars de marques étrangères ou qui roulent encore avec les anciens modèles S53, E7 ou Cruisair. Il faut donc essayer de convaincre chacun de la fiabilité et la rentabilité du FR1. En peu de temps, RVI avait vu sa part de marché chuter à 57% malgré le beau succès du S53. En janvier 1984, les commandes semblent s'orienter vers des chiffres prometteurs mais c'est l’usine qui ne suit pas. Seuls 25 FR1 sont livrés à
fin mai 1984, avec le record d’un véhicule produit par jour fin avril 1984. C'est un véritable désastre financier et commercial avec l’impatience des transporteurs qui annulent les commandes.
Le bilan en fin d'année 1984 est catastrophique. 95 FR1 immatriculés sur les 300 de prévus et seulement 12 FR1 exportés. Tous les transporteurs se plaignent de la fragilité de la boîte de vitesses qui bloque les véhicules pour réparation ou remplacement. Les 250.000 heures d’essais usine n'ont pas fait remonter le problème. Le passage des vitesses est un calvaire dû à la distance entre la boîte et le levier.

### Le FR1 GTS surélevé
C'est au Salon de Paris, en octobre 1984, que le FR1 surélevé est présenté, baptisé FR1 GTS, carrossé par Gangloff. Il est surélevé de 455 mm avec une soute dont la capacité dispose de 5 m3 supplémentaires. Il reprend l’ensemble des caractéristiques des autres FR1. Après quelques soucis d'adaptation des conducteurs, il fera l'objet de quelques commandes par les titulaires de grandes flottes.

### Le FR1 américain
En 1983, Renault Véhicules Industriels devient majoritaire dans l’entreprise Mack. Le dernier autocar Mack remonte aux années 1950. Les Américains n’avaient, à l'époque, que trois marques nationales d’autocars plus un étranger Neoplan. Le FR1 paraissait le véhicule idéal pour redorer l’image des autocars Mack, ce qui amena des spécialistes américains en France pour élaborer le FR1 « version américaine ».
Les normes américaines à respecter sont : 
- longueur : 40 pieds soit 12,28 m,
- largeur : 96/102 pouces soit 2,44m / 2,59 m,

alors que les normes européennes limitent la longueur à 12,00 mètres au maximum et la largeur à 2,50 mètres. (la largeur maximale est passée à 2,55 m et la longueur à 15,00 m avec 3 essieux le 1er janvier 2000)
Aux États-Unis, deux versions d’autocars sont utilisées : l'une à deux essieux pour assurer les liaisons aéroports hôtels et l'autre à trois essieux pour les longs trajets. Renault V.I. ne veut modifier que la version 2 essieux pour la rendre conforme aux normes américaines. Mais les Américains misent tout sur la version 3 essieux ce qui amène RVI à devoir aussi adapter le second véhicule. La version deux essieux avec moteur Mack 340 ch précède la version trois essieux.
Le Mack FR1 a un pare-brise prolongé par une bande noire où est inscrit le logo Mack. Il reçoit quatre phares rectangulaires, des clignotants et des feux arrière spécifiques comme les automobiles du pays. Cinq feux de gabarit surmontent les pavillons avant et arrière.
Le Mack FR1 est présenté par Mack Trucks à l'Assemblée générale annuelle de l'American Bus Association à Reno dans le Nevada en 1985. Les trois premiers exemplaires de la version FR1 deux essieux de démonstration sont livrés en fin d'année 1985. Les premières livraisons sont programmées pour le second semestre 1986, avec une prévision de 10 % du marché soit 130 à 150 véhicules. Pour parvenir à cela, Mack fixe le prix de vente à 175.000 US$ (soit 127.320 € valeur 2015).
Cinq versions sont prévues en 2 ou 3 essieux avec ou sans WC, équipées d’une boîte manuelle ou automatique. La motorisation Bulldog Power Mack E6 3 35 Econodyne est proposée avec la boîte Mack T 2050 à 5 rapports. Les livraisons débutent en 1986 avec 15 FR1 deux essieux et 1 FR1 trois essieux. Face à la mévente, l’aventure du Mack FR1 s’arrête trois ans plus tard.

### Les évolutions du FR1 jamais produites
Renault avait beaucoup misé sur la version 3 essieux, une nouveauté pour le constructeur à l'époque mais en fait peu prisée des autocaristes. Cette version, intéressante pour les trajets longues distances était largement exploitée en Amérique du Sud et en Australie. En Europe, plusieurs constructeurs avaient développé le double niveau et ce genre d’autocar connaissait un certain succès en France, avec notamment le Setra S228 DT. Cette configuration intéresse RVI qui manque d’expérience pour ce genre de véhicule. Gangloff, qui a carrossé le FR1 GTS, lance une étude et aboutit à un projet en attendant d’avoir un soubassement pour réaliser un prototype. Mais Renault se tourne vers Jonckheere pour développer une version à deux niveaux, projet qui tombe à l’eau.

### Les problèmes du FR1
La mise au point du FR1 a été longue et laborieuse avec une multitude de tests et essais de toute nature et les exemplaires fabriqués ne sont pas exempts de défauts sérieux. Certains transporteurs diront même « ils n’en font qu’à leur tête ! »
Plusieurs soucis sont récurrents :
- Boîte de vitesses - type B8 avec le passage des rapports très difficile. La nouvelle B9 est proposée en option afin d’avoir de meilleures conditions de conduite. Elle sera remplacée sur le millésime 86 par une ZF S 6/90 à 6 rapports.
- La climatisation et les circuits électropneumatiques lâchent rapidement, ils commandent entre autres les portes.
- Moteurs Mack qui prennent feu.
- Freinage médiocre voire insuffisant justifié, selon RVI par les garnitures sans amiante.

Parmi les FR1 livrés en 1985, 230 sous garantie retournent en usine à Annonay pour y recevoir les modifications. Renault doit alors fournir des autocars de remplacement aux transporteurs. Ceux de démonstration ou déjà de reprise ne suffisant pas, RVI doit immatriculer 48 autocars neufs. Les ventes sont en baisse de 20 %.
L’année 1986 se termine avec 217 FR1 vendus en France, 46 exportés dont 16 aux États-Unis.

### Le FR1 GTX
Pour les articles homonymes, voir GTX.
Après toutes ces vicissitudes, des renoncements et d'énormes frais engagés en après-vente, le FR1 commence à prendre son envol, et à s’insérer sur la voie du succès. Une fois les problèmes réglés, le FR1 va connaître une certaine réussite même si la version GTS n’a jamais réussi à conquérir les faveurs des transporteurs qui lui ont préféré les Setra Série 200 ou Van Hool Acron T8. Il faut dire que la version FR1 GTS de Gangloff est très artisanale.
En 1989, Renault lance une version surélevée dite « usine » : le FR1 GTX. Moins haut que le GTS : 3,48 contre 3,75 mètres, il en conserve l’équipement intérieur.
La réduction de hauteur de 265 mm permet une meilleure aérodynamique. Son poids est réduit de 600 kg, ce qui offre de meilleures performances et une consommation en baisse. Le GTX est alors présenté comme un nouveau modèle avec une série de test sur sa sécurité passive que va mettre en avant RVI. Le GTX marque aussi la fin de douze années de collaboration avec Gangloff. Grâce au GTX, les ventes vont progresser en France et même à l'exportation. 
Après treize ans et environ 5.000 exemplaires produits en 2.700 jours, Renault doit remplacer le FR1 par un nouveau modèle plus moderne. Mais pour RVI, il n’est plus question de créer un nouvel autocar avec des coûts d’études, de mise au point et de production aussi élevés ! Le FR1 avait coûté beaucoup trop cher, son remplaçant sera un simple lifting du FR1. Au Salon MitCar de 1996, l’Iliade remplace le FR1 qui sera commercialisé par Renault puis par Irisbus jusqu'en 2007.
En 1991, le FR1 GTX a reçu le prix Bus & Coach of the Year - Car de l'année.

## Description

### Version originale

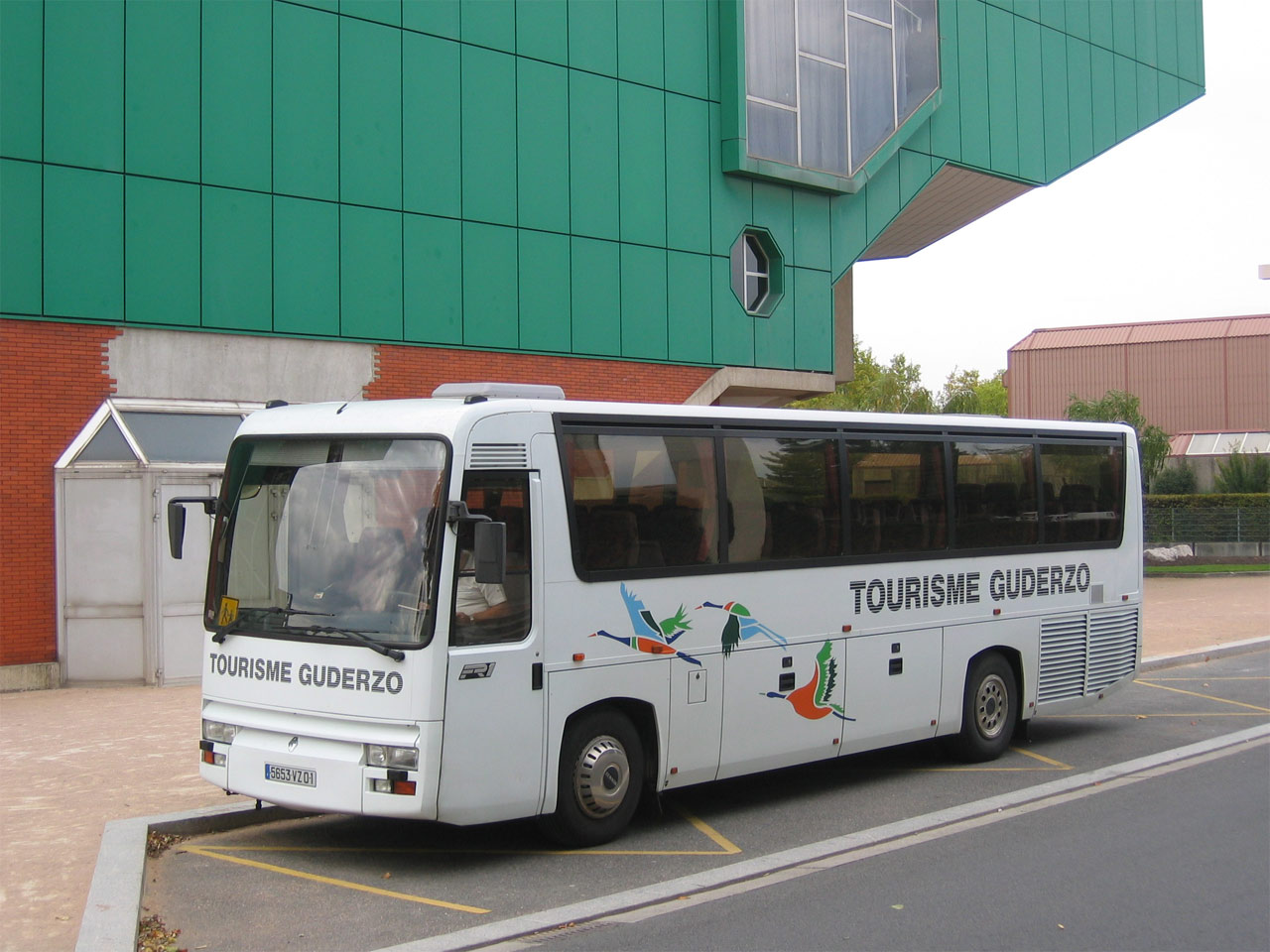
Renault FR1 T3

Les premiers FR1, commercialisés en 1983, sont reconnaissables à leurs stries de ventilation horizontales sur le capot arrière. Les stries sont verticales sur la grille moteur. Les véhicules qui possèdent une double grille de ventilation moteur sur le côté gauche sont équipés de la climatisation.
Le véhicule est proposé en trois longueurs (10,617 m, 11,381 m et 11,995 m) et deux hauteurs.
En 1987 le FR1 GT était la version haut de gamme avec racks à bagages de type aviation.  

### Liste des différentes versions (en 1994)
- FR1 E
- FR1 T3
- FR1 M340
- FR1 TX
- FR1 GTX

Le châssis du FR1 a aussi été carrossé par d'autres constructeurs, notamment Obradors (ST 315...) et Gangloff (FR1 GTS).

## L'après FR1
Le FR1 a été le succès de Renault VI. Il était courant de voir ce modèle sur la plupart des parkings.
Sur une exploitation d'une vingtaine d'années, le FR1 était polyvalent : il pouvait assurer scolaire, lignes régulières et de  l'occasionnel. 

## Sources
- Archives Musée Transports Verney, espace R.V.I. - B. Gruhier, G.Samson
- Transbus - Renault FR1